# Tumba-Ngiri-Maindombe
Tumba-Ngiri-Maindombe er det største vådområde af international betydning i verden som anerkendt af Ramsar-konventionen.
 Området dækker et areal på 65.696 km2 i regionen omkring Tumba-søen i den vestlige del af Congobassinet i Den Demokratiske Republik Congo (DRC). Dette er mere end dobbelt så stort som Belgien.

Det store område med skov og permanente eller sæsonbestemte søer og moser har stor miljømæssig og økonomisk værdi. Det er dog sårbart pga. den hurtigt voksende befolkning, kombineret med svag og korrupt regeringsførelse, hvilket kan bidrage til irreversibel ødelæggelse.

## Beliggenhed
Ramsar-vådområdet i Tumba-Ngiri-Maindombe afgrænses mod vest af floderne Ubangi og Congo, som danner grænsen til Republikken Congo. Kasai-floden og dens biflod Fimi-floden, som afvander Mai-Ndombe-søen, definerer den sydlige grænse. Inde i området ligger Mai-Ndombesøen længst mod syd, mens Lake Tumba ligger mod nord. Længere mod nord igen ligger byen Mbandaka, på den østlige bred af Congofloden. Regionen, der indgår i Ramsar-vådområderne, strækker sig længere mod nord i regionen mellem Ubangi og Congo, så langt som til byen Makanza i Congo.

## Miljø
Ubangi- og Congo- floderne løber ind i Tumba-Ngiri-Maindombe-regionen og danner et enormt område med oversvømmet skov, der dækker mere end 38.000 km2 (med sæsonmæssiget variationer i størrelse). Når vådområderne omkring Lake Télé i Republikken Congo medregnes, rummer området Afrikas største ferskvandsområde. De to største områder med åbent vand er de lavvandede søer Tumba og Mai Ndombe. Tumba-søen har et areal på omkring 765 km2 afhængigt af sæsonen, og er forbundet med Congo-floden via Irebu-kanalen. Vand kan løbe ind i eller ud af søen gennem denne kanal afhængigt af vandstanden og oversvømmelserne. Der lever 114 fiskearter Tumbasøen. Mai-Ndombesøen har et areal på omkring 2.300 km2 og er omgivet af oversvømmede skove og sumpe. Begge søer understøtter vigtigt fiskeri.
Tumba-Ngiri-Maindombe vådområdet er en del af den fugtige tropiske skov i Congobassinet, som omfatter mere end 10.000 plantearter.
 Den mangfoldige fauna omfatter mange fuglearter, og er hjemsted for flodhest og tre typer krokodiller. Skovelefanter, skovbøfler og leoparder findes også. Vådområderne skønnes at have 150 fiskearter. Det brune vand i de oversvømmede skove, med plantefragmenter nedbrudt under anaerobe forhold, er hjemsted for en række endemiske fiskearter, der er unikt tilpasset dette miljø.

## Mål
DRC er medlem af Ramsarkonventionen, og er derfor forpligtet til at identificere vådområder af global betydning og sikre, at de bruges på en bæredygtig måde. Tumba-Ngiri-Maindombe anses især for at være vigtig, fordi vegetationen i oversvømmelsesbassinet absorberer vand i regntiden som det frigiver senere og som regulerer oversvømmelser længere nede i flodsystemet. Det hjælper også med at filtrere urenheder fra vand, der bruges af millioner af mennesker, og det giver ynglesteder for fisk, der er fødekilde for indbyggerne i storbyer som Brazzaville og Kinshasa. Vådområderne og skovene fungerer også som et stort kulstoflager, der absorberer og tilbageholder kuldioxid fra at slippe ud i atmosfæren.
Bestræbelserne på at få det godkendt som Ramsar-vådområde begyndte i 2004 med støtte fra USAIDs centralafrikanske regionale miljøprogram, Ramsar-konventionen og WWF, som påtog sig lederskabet i udviklingen af tekniske planer. Officiel anerkendelse blev formelt annonceret i Kinshasa i juli 2008. WWF har sagt, at det planlægger at fortsætte arbejdet med at bevare biodiversiteten gennem bæredygtig udvikling i landskabet. Lac Tumba-Ledira- og Ngiri-reservaterne er en del af området, hvilket understøtter forskning og hjælper med at øge bevidstheden om områdets værdier.

## Mennesker og økonomi
Byen Mbandaka, hovedstaden i Équateur- provinsen, med en befolkning på omkring 750.000, ligger midt i Tumba-Ngiri-Maindombe-området, som også rummer flere mindre byer, hovedsageligt beboet af mongofolket. Indbyggerne i området dyrker kassava, søde kartofler, sukkerrør og bananer til lokalt forbrug. De producerer palmeolie, jordnødder og ris som handelsafgrøder og fanger fisk som sendes til regionens store byer.
Befolkningen i regionen er ekstremt fattige og lider under lokale konflikter og fødevareusikkerhed. 26 politifolk og mindst 100 civile døde, og titusinder blev fordrevet under Dongokonflikten (en) i 2009, som handlede om fiskeri- og landbrugsrettigheder i den nordvestlige del af Équateur.
Befolkningen vokser med omkring 3% om året, en af de højeste rater i verden, hvilket presser naturressourcerne. Omkring 90 % af befolkningen uden for bycentrene lever for under 1 dollar om dagen, og kun få har adgang til rent vand. Mødre- og spædbørnsdødeligheden er høj, og sygdomme som tuberkulose, malaria og hiv/aids er udbredt.
Centralregeringen yder ikke støtte til provinserne, og området er dårligt regeret og korruption er udbredt. Love, der regulerer minedrift, landbrug og skovbrug, er inkonsekvente og håndhæves dårligt, hvilket forårsager konflikter om rettigheder til at udnytte ressourcerne. Konsessioner til skovhugst anerkender ikke traditionelle jordrettigheder og forårsager en uholdbar forringelse af skovene. Andre trusler kommer fra udvidelsen af oliepalmeplantager, kommercielle gårde og fra urbanisering.

De fleste mennesker er dårligt uddannede eller uden uddannelse. De bruger uholdbare mængder brænde og trækul som deres vigtigste energikilde og bidrager til skovforringelse gennem dyrkning som svedjebrug. Fiskebestandene er faldende på grund af overfiskning ved hjælp af finmaskede net, herunder myggenet. Ulovlig jagt og fældefangst for at imødekomme efterspørgslen fra byerne får bestandene af vilde dyr til at falde. DRC's miljøminister José Enundo Bononge siger:
"Skovens fjende er dens elendighed og fattigdom... Vi kan ikke bevare og beskytte denne skov med en fattig befolkning, som ingen skoler, ingen sundhedscentre, intet drikkevand og ingen elektricitet har". 